# Cratere Lamarck
Lamarck è un grande cratere lunare di 114,65 km situato nella parte sud-occidentale della faccia visibile della Luna.
Il cratere è dedicato al naturalista francese Jean-Baptiste de Lamarck.

## Crateri correlati
Alcuni crateri minori situati in prossimità di Lamarck sono convenzionalmente identificati, sulle mappe lunari, attraverso una lettera associata al nome.
| Lamarck | Coordinate            | Diametro (in km) |
| ------- | --------------------- | ---------------- |
| A       | 25°09′00″S 70°57′36″W | 53,4             |
| B       | 22°51′S 69°48′W       | 7,6              |
| D       | 24°54′S 74°21′W       | 131,28           |
| E       | 26°48′00″S 75°48′36″W | 8,74             |
| F       | 26°45′36″S 74°25′12″W | 6,21             |
| G       | 27°16′12″S 72°12′36″W | 14,71            |